# Vladimir Solovjov
Vladimir Sergejevič Solovjov ili Vladimir Solovjev (ruski: Владимир Сергеевич Соловьёв, Moskva 28. siječnja 1853. – Uzkoje, 13. kolovoza 1900.) bio je ruski filozof i pjesnik, pisac pamfleta, književni kritičar, koji je odigrao značajnu ulogu u razvoju ruske filozofije i poezije krajem 19. stoljeća, a odigrao je značajnu ulogu u ruskoj duhovnoj renesansi na početku 20. stoljeća. Autor je više knjiga među kojima je jedna od najpoznatijih "Smisao ljubavi". Jedno vrijeme živio je u Hrvatskoj i imao prijateljske odnose s poznatim hrvatskim ličnostima, kao što su Josip Juraj Strossmayer i Franjo Rački. Ulica u središtu Zagreba bila je nazvana po njemu do 1991.
Njegov otac Sergej Mihajlovič Solovjov bio je jedan od najvećih ruskih povjesničara, a brat Vsevolod Solovjov pisac povjesnih romana. Majka Polyxena Vladimirovna bila je poljskoga porijekla. Njen predak bio je Hryhorij Skovoroda, jedan od vodećih ukrajinskih filozofa u bivšem Ruskom Carstvu gdje je ostavio golem doprinos u razvoju kako ukrajinske tako i ruske filozofije i kulture. 
Solovjov je napisao djelo "Kriza zapadne filozofije", kao izvanredni profesor na Moskovskom državnom sveučilištu, a predavao je filozofiju i na Sveučilištu u Sankt-Peterburgu, ali je bio prisiljen odstupiti, nakon javnoga govora u kojem se sukobio s carem Aleksandrom III. zbog traženja pomilovanja narodnovoljaca, koji su sudjelovali u atentatu na carevog oca Aleksandra II. Nakon što je odstupio s dužnosti, Solovjov se posvetio pisanju publicistike.
Vladimir Solovjov zasigurno je najveći ruski filozof 19. i početka 20. stoljeća i jedan je od najumnijih kršćanskih filozofa. Autor je brojnih filozofskih trakata i osobno je živio kršćansku vjeru na zadivljujuć način.
Solovjov zauzima istaknuto mjesto u ruskoj povijesti misli. On je uronjen u ključnim pitanjima religijskog i moralnog karaktera. Počeo je kao materijalist, ali je završio kao čisti idealist s puno misticizma. Glavna preokupacija bila mu je zalaganje za jedinstvo svih kršćanskih Crkava. Rodio se kao pravoslavac, bio je nihilist pa se vratio vjeri. Kasnije je prešao na katoličku vjeru, ali se kasnije opet pomirio s pravoslavljem. Vodio je mnoge polemike i rasprave, borio se protiv šovinizma i tolstojevštine kao lažnog humanizma.
Njegovo se cjelokupno mišljenje može označiti kao filozofija religije koja nastoji napraviti plodnu sintezu kršćanstva, grčke i idealističke filozofije. Glavna su mu djela: Kriza zapadne filozofije (Krizis zapadnoj filosofii, 1875.), Predavanja o bogočovječnosti (Čtenija o Bogočelovečestve, 1877.–'81.), Kritika apstraktnih načela (Kritika otvlečënnyh načal, 1880.), Povijest i budućnost teokracije (Istorija i buduščnost’ teokratii, 1887.), Rusija i sveopća Crkva (La Russie et l’Église universelle, 1889.), Smisao ljubavi (Smysl ljubvi, 1892.–'94.), Opravdanje dobra (Opravdanie dobra, 1898.), Platonova životna drama (Žiznennaja drama Platona, 1898.), Tri razgovora (1900).

## Solovjov i Hrvati
Prilikom posjeta Moskvi kao predsjednik HAZU-a, Franjo Rački se susreo s Vladimirom Solovjovim 1884. i pisao o tome biskupu Josipu Jurju Strossmayeru: "To vam je čovjek po osvjedočenju katolik. Iznenadilo me uostalom, da se s ruskom inteligencijom dade razgovarati o delikatnom pitanju sjedinjenja obiju Crkava" Josip Juraj Strossmayer se jako zainteresirao za Solovjeva i želio stupiti u kontakt s njim. Nakon što je Solovjev popravio odnose s carskom vlasti, bilo mu je dopušteno putovati i prva zemlja koju je posjetio bila je Austro-Ugarska. Preko Beča došao je u Zagreb i Đakovo 1886. i susreo se s Račkim i Strossmayerom. Proveo je u Hrvatskoj dva mjeseca i u Zagrebu mu je tiskano literalno djelo u Dioničkoj tiskari. Strossmayer je to smatrao velikom čašću za Hrvatsku i oduševio se družeći se sa Solovjovim i o njemu piše Račkom: "On je zaista čovjek izvanredan, kojim se ponositi možemo. Solovjov je divan, svet i providencijalan muž". Strossmayer i Solovjov imali su mnogo zajedničkoga kao vrhunski intelektualci, promicatelji sjedinjenja kršćana i suradnje među Slavenima. Nakon povratka u Moskvu, Solovjov je Strossmayer poslao opširnu promemoriju, koju je Strossmayer tiskao u 10 primjeraka i poslao papi Lavu XIII. u Rim, te na još par važnih adresa.
Solovjov i Strossmayer ponovno su se susreli u Hrvatskoj 1888. godine te dopisivali sve do 1896. godine, kada su posljednji put jedno drugome poslali brzojav čestitajući božićne blagdane. Solovjov je bio teško bolestan i četiri godine kasnije je preminuo.
Solovjov je ljubio sve Slavene, a među njima osobito Poljake i Hrvate, zbog velike želje za sjedinjenjem svih Slavena u jednoj Katoličkoj Crkvi. Solovjev je dobro poznavao kulturne i političke prilike Hrvata. Na ruski je preveo nekoliko stihova najvećeg hrvatskog pjesnika 19. stoljeća Petra Preradovića (Moja lađa).
Uz Strossmayera, Solovjov je silno cijenio još jednog Hrvata. To je bio Juraj Križanić. U djelu "Rusija i Opća Crkva" spomenut će obojicu: "K onome, što su rekli predstavnici zapadnih Slavena, veliki Križanić i veliki Strossmayer, treba da istočni Slaveni dodadu samo jednostavni amen. Ja upravo rekoh taj amen u ime stotinu milijuna ruskih kršćana s čvrstim i potpunim uvjerenjem, da me se oni neće odreći." Solovjev je 1884. objavio članak o glasovitom hrvatskom ekumenistu Jurju Križaniću pod naslovom "Pogledi prvog slavofila na crkveni raskol"
Solovjov je u Križaniću našao sebe. Vezale su ih identične ideje, mišljenja, jednaka metoda rada, konačno i ista životna sudbina obojice. Solovjov je Križanića duboko shvaćao, studirao, oponašao, a onda, logično, i ljubio. No Solovjov je ljubio i hrvatski narod, iz kojeg je Križanić nikao, jer je u njemu našao one iste odlike i vrline koje je nosio i njegov veliki sin.
U Zagrebu je od 1920.-ih do 1991. bila "Solovjevljeva ulica" na mjestu današnje Ulice kneza Borne u središtu grada na prostoru današnjega hotela Sheraton. Ostalo je još nekoliko starih kućnih brojeva, kao dokaz da je tamo bila ta ulica.